# Codringtonia eucineata
Codringtonia eucineata is een slakkensoort uit de familie van de Helicidae. De soort is endemisch in Griekenland.
Codringtonia eucineata werd voor het eerst wetenschappelijk beschreven als Helix eucineta in 1857 door Bourguignat.